# Hof Aza
Hof Aza, en hébreu : מועצה אזורית חוף עזה, est un ancien conseil régional d'Israël. Il regroupait l'ensemble des colonies israéliennes implantées dans la bande de Gaza et dépendait du district sud. Son siège était situé à Neveh Dekalim. Le conseil régional est supprimé à l'occasion du démantèlement de toutes les colonies de la bande de Gaza, en 2005, dans le cadre du plan de désengagement de la bande de Gaza. À la veille de l'évacuation, sa population s'élèvait, à 8 900 habitants.

## Liste des colonies
- Bedolah (en)
- Bnei Atzmon (en)
- Dugit (en)
- Elei Sinai (en)
- Gadid (en)
- Gan Or (en)
- Ganei Tal
- Katif
- Kerem Atzmona
- Kfar Darom
- Kfar Yam
- Morag
- Neveh Dekalim
- Netzarim
- Netzer Hazani (en)
- Nisanit (en)
- Pe'at Sadeh (en)
- Rafiah Yam (en)
- Shirat HaYam (en)
- Slav (en)
- Tel Katifa (en)

## Source de la traduction
- (en) Cet article est partiellement ou en totalité issu de l’article de Wikipédia en anglais intitulé « Hof Aza Regional Council » (voir la liste des auteurs).